# Hluboká nad Vltavou
Hluboká nad Vltavou (Duits: Frauenberg) is een Tsjechische stad in de regio Zuid-Bohemen, en maakt deel uit van het district České Budějovice en ligt ongeveer 10 km ten noordwesten van de plaats České Budějovice. Hluboká nad Vltavou telt 4678 inwoners.

## Bezienswaardigheden
Aan de rand van het stadje ligt het kasteel Hluboká. De van oorsprong vroeggotische burcht uit de 13e eeuw heeft verschillende verbouwingen doorgemaakt. In 1562 werd het kasteel door koning Ferdinand I aan de heren van Hradec verkocht, die de burcht in een renaissanceslot lieten ombouwden.
Aan het begin van de jaren 1700 werd het kasteel omgebouwd tot een barok slot. Rond 1840 naar een gotische stijl. Bij deze laatste wijziging werd vrijwel het gehele kasteel gesloopt en werd op dezelfde plek gebouw in Tudor-gotische stijl gebouwd.
Op de plaats van de afgebroken gebouwen en in de aangrenzende weiden werd een grote Engelse tuin aangelegd.

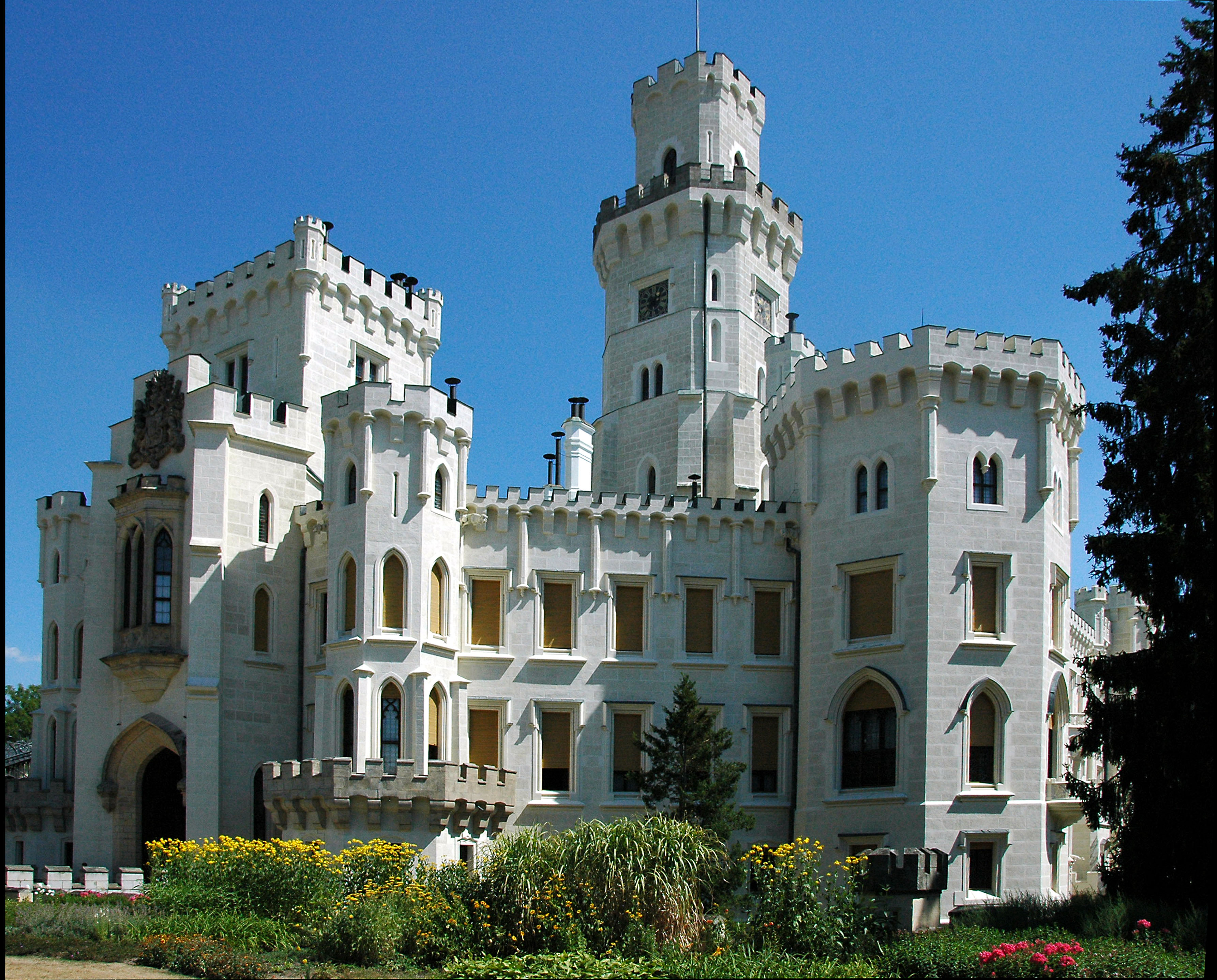
Hluboká nad Vltavou, kasteel Hluboká
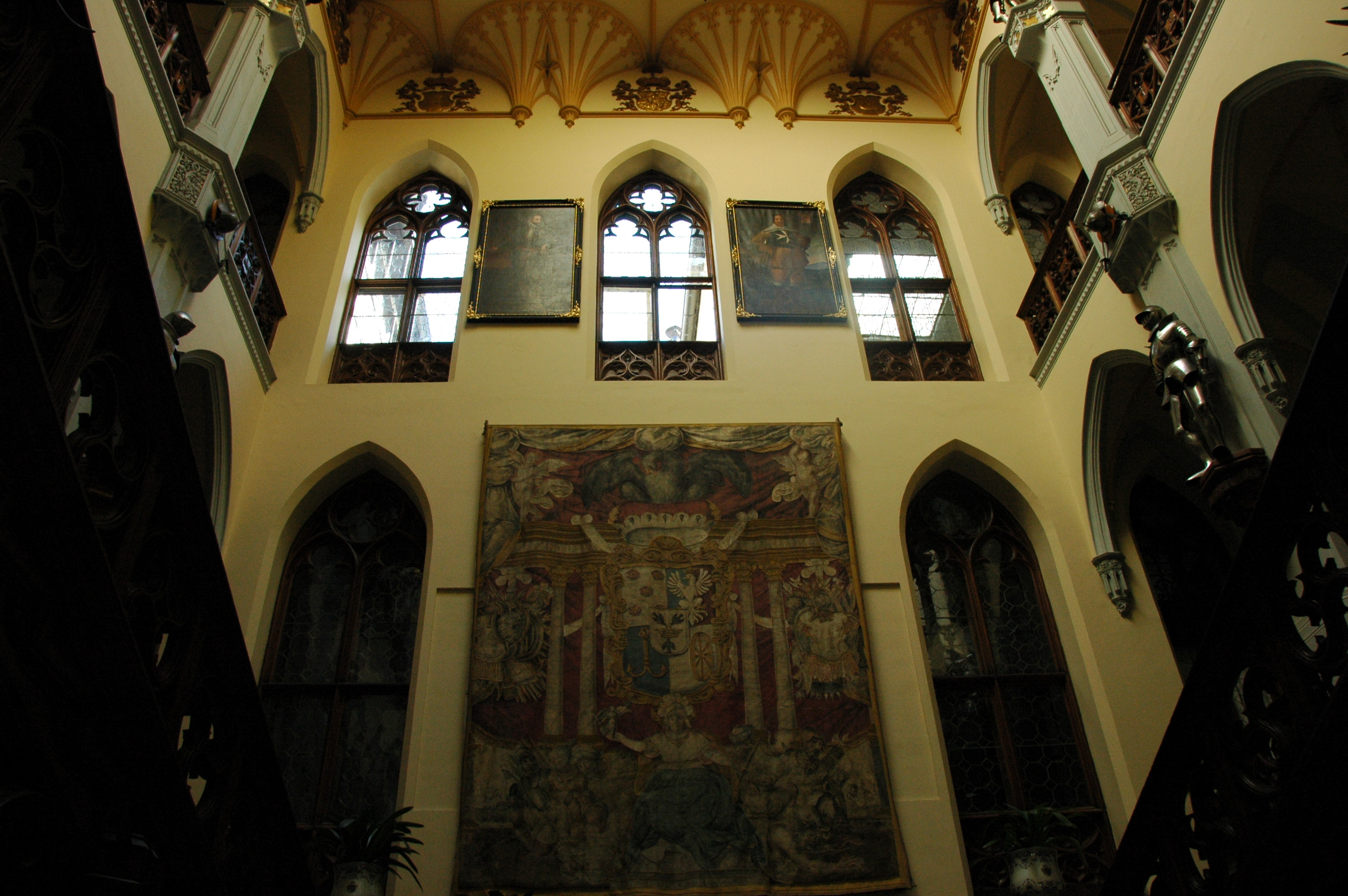
Hluboká nad Vltavou, trappenhuis van het kasteel Hluboká
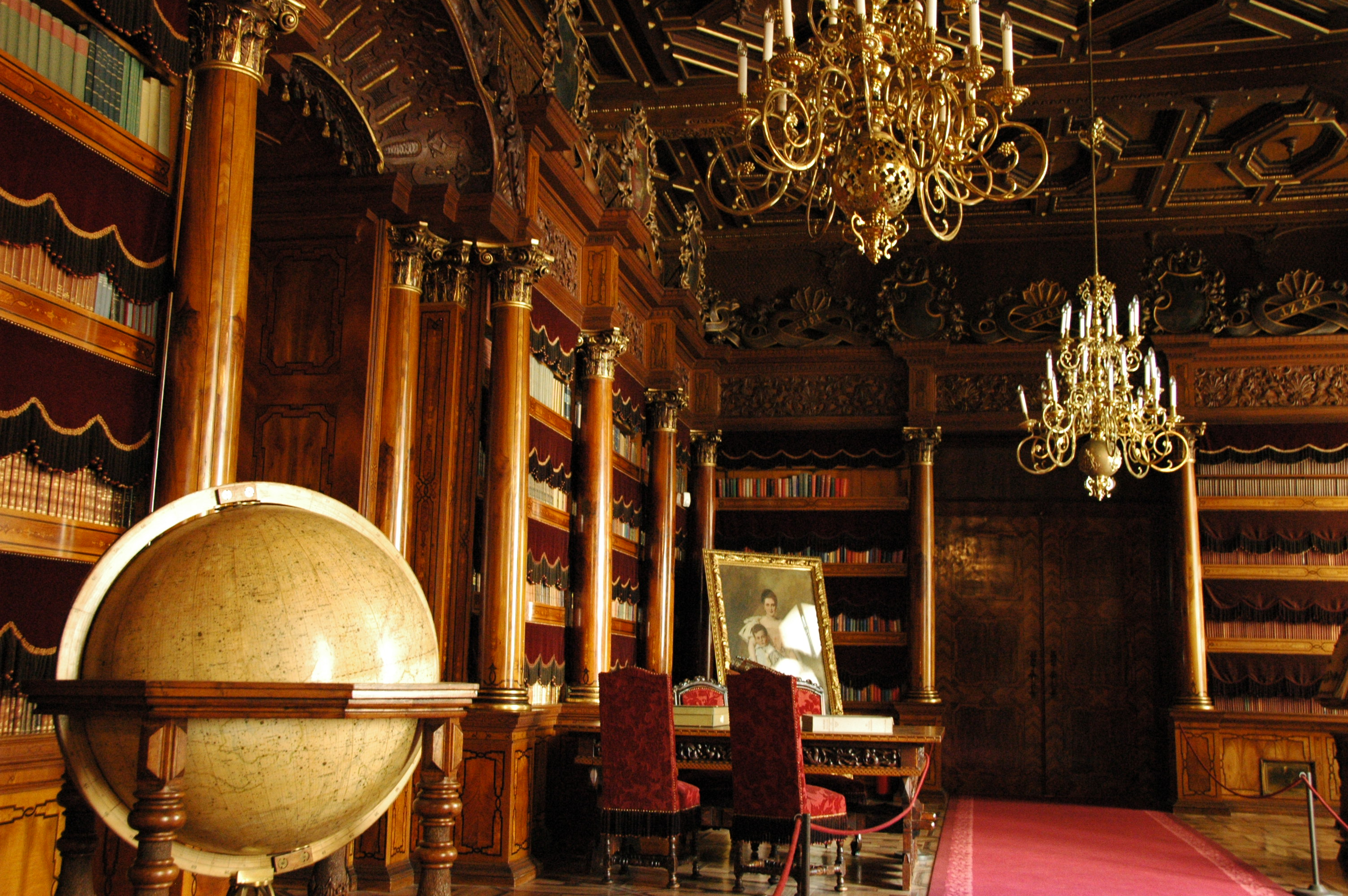
Hluboká nad Vltavou, bibliotheek van het kasteel Hluboká